# Семе свете смокве
Семе свете смокве (перс. دانه‌ی انجیر معابد, романизовано: Dāne-ye anjīr-e ma'ābed) је политичка драма из 2024. године, чији је сценариста, косценариста и редитељ Мухамад Расулоф. Радња филма прати Имана, истражног судију у Револуционарном суду у Техерану, који се суочава с паранојом док се широм земље појачавају политички протести због смрти младе жене, а његов пиштољ мистериозно нестаје, због чега почиње да сумња у своју жену и ћерке. У филму играју Сохејла Голестани, Мисаг Заре, Махса Ростами и Сетарех Малеки. Филмска нарација је комбинована са стварним снимцима протеста у Ирану из 2022–2023. године, које су иранске власти насилно сузбиле.
Филм Семе свете смокве премијерно је приказан 24. маја 2024. године у главној конкуренцији 77. Канског филмског фестивала, где је био номинован за Златну палму и освојио Специјалну награду жирија. Уочи премијере, Расулоф је од стране иранских власти осуђен на осам година затвора. Након успешног бекства у Немачку, Расулоф и други чланови екипе присуствовали су свечаној премијери у Кану. Филм је добио похвале критике и приказан је у биоскопима у Француској 18. септембра 2024. године, а у Немачкој 26. децембра 2024. године. Национални одбор за преглед прогласио га је најбољим међународним филмом 2024. године.
Филм је био номинован за најбољи филм на страном језику на 82. додели Златних глобуса, као и за најбољи филм ван енглеског језика на 78. додели британских филмских награда. На 97. додели Оскара номинован је за најбољи међународни филм као немачки кандидат.

## Радња
Имам, побожан и поштен адвокат, живи са својом женом Наџме и њиховим ћеркама Резван и Саном. Имам је недавно постављен за истражног судију у Револуционарном суду у Техерану. Положај му обезбеђује већу плату и већи стан за породицу, што је жеља његове жене.
Док се широм земље одвијају политички протести против ауторитарне власти, Имам открива да није запослен да би користио своју правну експертизу за истрагу случајева. Од њега се очекује да одобрава пресуде које му надређени предоче без процене доказа, укључујући смртне казне. Сазнаје да је његов претходник отпуштен јер је одбио да поступа по том принципу. Позиција захтева да Имам остане анониман и да не дели информације са пријатељима и породицом, који би могли бити мета притисака. Влада му додељује пиштољ ради заштите породице, али он није обучен за руковање оружјем и неуспешно га чува у сигурном месту у кући.
Када је Садаф, добра пријатељица Резван, погођена у лице током демонстрација против обавезног ношења хиџаба, Наџме и њене ћерке јој пружају прву помоћ у стану. Одлучују да овај инцидент сакрију од Имама. Убрзо потом, Садаф бива ухапшена. Наџме, која је подједнако побожна као Имам, саветује својим ћеркама да се држе даље од револуционарних пријатеља, што изазива тензије у породици.
Како се протести широм земље интензивирају, Имамов живот испуњавају неповерење и параноја. Он је присиљен да потписује стотине пресуда дневно. Истовремено, Резван и Сана са ужасом прате протесте на друштвеним мрежама. Резван у једном тренутку побуни се против оца за вечером, због чега је Имам прекорева и њене феминистичке ставове назива пропагандом непријатеља.
У међувремену, Имамов пиштољ мистериозно нестаје, због чега постаје сумњичав и верује да га је неко из породице узео и лаже о томе. Он приморава жену и ћерке да се састану са колегом Алирезом ради испитивања. Имам оправдава овај поступак тиме што више не осећа сигурност у сопственом дому. Његово име, фотографија и адреса на крају се појављују на друштвеним мрежама. Ради заштите породице, одлучује да их одведе у своју родну кућу у планинама.
Пре одласка, колега му даје ново оружје како би надокнадио изгубљено. Током вожње, наилазе на пар који препознаје Имама. Започиње потера током које Имам избацује њихов аутомобил са пута и прети им. У аутомобилу Сана открива сестри да је узела пиштољ и да га има код себе.
По доласку у родну кућу, Имам ставља породицу на „суђење”. Испитује их и покушава да их натера да признају док снима камером. Резван, да би заштитила мајку и сестру, лажно признаје да је сакрила пиштољ. Имам закључава Резван и Наџме, али Сана успева да побегне с пиштољем. Након што постави замку, Сана успева да закључа Имама у шупу и ослободи сестру и мајку пре него што он успе да изађе.
У потресној сцени потере кроз рушевине града, Имам на крају хвата Наџме, чији крици воде Сану и Резван до њих. Сана упере пиштољ у оца, али оклева да пуца. Када он крене према њој с другим пиштољем у руци, Сана у паници пуца у земљу испод њега. Тло се урушава, а Имам пада у смрт.
Филм се завршава стварним снимцима протеста жена у Техерану, које без покривених глава машу својим хиџабима у ваздуху.

## Улоге
- Сохејла Голестани као Наџме
- Мисаг Зарех као Имам
- Махса Ростами као Резван
- Сетарех Малеки као Сана
- Ниуша Акши као Садаф
- Аминех Мазроуие Арани као Жена у аутомобилу
- Реза Ахлахгиред као Хадери
- Шива Ордуи као Фатеме